# Sphenocephalus
Sphenocephalus ist eine ausgestorbene Fischgattung, die in der Oberkreide lebte. Fossilien der einzigen Art Sphenocephalus fissicaudus wurden in Europa, unter anderem im münsterländischen Baumberger Kalksandstein, gefunden. Sie lebte räuberisch von Kleintieren.

## Merkmale
Sphenocephalus war ein kleiner, knapp über 10 cm lang werdender Süßwasserfisch mit gedrungener Gestalt, breitem Kopf und großen Augen. Die Mundspalte war mäßig lang und reichte bis unter die Augen. Charakteristisch war ein hornartiger Stachel auf dem Hinterkopf. Die einzige Rückenflosse saß etwa über der Körpermitte, begann hoch und fiel nach hinten ab. Die gleiche Form hatte die weiter hinten ansetzende Afterflosse. Die Brustflossen waren ungewöhnlich klein, die Bauchflossen standen weit vorne. Die Schwanzflosse war mäßig eingebuchtet. Eine Fettflosse war nicht vorhanden.
Wie die rezenten und eventuell mit Sphenocephalus verwandten nordamerikanischen Barschlachse (Percopsidae) zeigt Sphenocephalus eine Mischung primitiver und fortschrittlicher Merkmale. Hinsichtlich der Schädelmorphologie ist Sphenocephalus weniger abgeleitet als die Barschlachse.

## Systematik
Die systematische Stellung von Sphenocephalus ist aufgrund seiner Mosaikmerkmale unsicher. Die Gattung wird heute als einziger Vertreter in die damit monotypische Familie Sphenocephalidae gestellt. Robert L. Carroll und Karl Albert Frickhinger verweisen die Familie zur Ordnung der Barschlachsartigen (Percopsiformes) innerhalb der Paracanthopterygii. Carroll bemerkt auch Ähnlichkeiten mit den Schleimkopfartigen (Beryciformes). 
Der US-amerikanische Ichthyologe Don Rosen und der Paläontologe Colin Patterson stellen die Sphenocephalidae in die monotypische Ordnung Sphenocephaliformes innerhalb der Paracanthopterygii, wo sie eine Schwestergruppe zu den Anacanthines bildet, einer Klade aus allen übrigen Paracanthopterygii außer Sphenocephaliformes und Percopsiformes. Als gemeinsame Merkmale von Sphenocephaliformes und Anacanthines werden eine Kerbe in der Prämaxillare und einige Charakteristika der ersten fünf Wirbel genannt. Joseph S. Nelson, Autor des Standardwerks zur Fischsystematik Fishes of the World, übernimmt diese systematische Einordnung. Jack Sepkoski hält Sphenocephalus für eine der ersten Barschgattungen und ordnet sie den Barschartigen (Perciformes) zu.